# August Halm
August Halm, född 26 oktober 1869, död 1 februari 1929, var en tysk tonsättare och musikskriftställare.
Halm studerade bland annat för Josef Gabriel Rheinberger och var musiklärare i Wickersdorf. Halms tonsättningar ligger huvudsakligen inom den klassiska musikens område. Bland dessa märks en pianokonsert, två stråkkvartetter, serenader för stråktrio och violinsonater. Han skrev dessutom en harmonilära, översatt till svenska av Gunnar Jeanson 1925, von zwei Kulturen der Musik (1913) och Von Grenzen und Ländern der Musik (1916).